# Museo Fodor
El Museo Fodor fue un museo situado en Keizersgracht en Ámsterdam, que existió desde 1863 hasta 1993.
El mecenas del museo fue Carel Joseph Fodor (1803-1860), que se hizo rico gracias al comercio del carbón. En su testamento donó su extensa colección de arte a la ciudad, aunque con diversas condiciones:
- El museo se instalaría en tres edificios de los que Fodor era propietario en Keizersgracht.
- Los tres edificios debían adaptarse para este propósito con un presupuesto máximo de 60.000 florines.
- El administrador sería designado por los albaceas, por decisión de sus sucesores junto al ayuntamiento en consulta con la Real Academia de Arte, donde Fodor ocupó un puesto de dirección durante muchos años.
- El nombre del museo sería Museo Fodor.

En una sesión del ayuntamiento en enero de 1861, se aceptó el legado y se inició la planificación para amueblar el museo. Existieron bastantes quejas al no poder trasladarse las obras más importantes de la colección al Rijksmuseum. El museo se instaló en el "Pakhuis Het Spook" en Keizersgracht 609, donde se iba a construir una "galería de pinturas y dibujos". La colección incluyó 161 pinturas, 877 dibujos y 302 grabados. Fodor había determinado que el edificio tenía que ser renovado, pero el municipio de Ámsterdam construyó un museo para las pinturas legadas por el Sr. Fodor, en Keizersgracht cerca de Vijzelstraat. La construcción y el mobiliario fueron supervisados por Arie Johannes Lamme, quien más tarde fue nombrado miembro honorario del comité de gestión del Museo Fodor. El edificio fue diseñado por Cornelis Outshoorn. En marzo de 1862, las obras del edificio habían avanzado hasta el punto de que el rey Guillermo III de los Países Bajos pudo venir a ver el edificio. El Museo Fodor se inauguró oficialmente el 18 de abril de 1863, el cumpleaños del fundador.
Posteriormente, el museo se complementó con el Atlas Splitgerber (1879) y la colección de Jan y Caspar Luyken (1889). El interés por el museo disminuyó en los años siguientes, probablemente debido a la disminución del interés por el arte del siglo XIX. En 1948, el edificio del museo fue utilizado por el Museo Stedelijk como anexo, con obras principalmente de artistas de Ámsterdam. El Stedelijk conservó las pinturas, mientras que los dibujos y grabados se guardaron en el Rijksprentenkabinet. En 1963, la colección Fodor pasó a ser administrada por el Museo Histórico de Ámsterdam. El Museo Fodor dejó de existir el 1 de enero de 1993.
En 1994, se estableció el Instituto de Diseño de los Países Bajos en el antiguo edificio del museo. En 2001, el edificio volvió a tener una función de museo, con la llegada del Fotografiemuseum Amsterdam (FOAM) al edificio, con lo que se ha convertido en un museo más especializado en fotografía.